# Noé Roth
Noé Roth, né le 27 décembre 2000, est un skieur acrobatique suisse spécialisé dans le saut. Il devient champion du monde de la discipline en 2023.

## Palmarès

### Jeux olympiques
| Édition / Épreuve                | Individuel | Par équipes                      |
| -------------------------------- | ---------- | -------------------------------- |
| Jeux olympiques 2018 Pyeongchang | 16e        | Épreuve inexistante à cette date |
| Jeux olympiques 2022 Pékin       | 8e         | 4e                               |

Légende:
- : pas d'épreuve

### Championnats du monde
| Édition / Épreuve                        | Individuel | Par équipes                      |
| ---------------------------------------- | ---------- | -------------------------------- |
| Championnats du monde 2017 Sierra Nevada | 18e        | Épreuve inexistante à cette date |
| Championnats du monde 2019 Deer Valley   | Bronze     | Or                               |
| Championnats du monde 2021 Almaty        | 7e         | Argent                           |
| Championnats du monde 2023 Bakouriani    | Or         | Non-partant                      |
| Championnats du monde 2025 Engadine      | Or         | Bronze                           |

Légende:
- : pas d'épreuve

### Coupe du monde
- 1 gros globe de cristal :
  - Vainqueur du classement sauts en  2023.
- 1 petit globe de cristal :
  - Vainqueur du classement sauts en  2020.
- 21 podiums dont 4 victoires.

#### Détails des victoires
| Épreuve / Édition | Sauts       |
| ----------------- | ----------- |
| 2019-2020         | Krasnoïarsk |
| 2020-2021         | Deer Valley |
| 2022-2023         | Le Relais   |
| 2024-2025         | Livigno     |